# Constrictinae
Constrictinae zijn een onderfamilie van uitgestorven Gastropoda (slakken) uit de familie van de Clausiliidae.

## Taxonomie
De volgende geslachten zijn bij de onderfamilie ingedeeld:
- Constricta O. Boettger, 1877 †
- Regiclausilia H. Nordsieck, 1981 †